# Un film per la pace
Un film per la pace è stato un festival cinematografico che si è svolto a Medea dal 2006 al 2017.

## Storia
Organizzato dall'associazione Un film per la pace, il Festival era sostenuto dalla Provincia di Gorizia, dalla Fondazione Cassa di Risparmio di Gorizia e promosso da diverse scuole e università italiane quali la Scuola di Giurisprudenza dell'Università di Padova, l'Università degli Studi di Udine, il Dipartimento di Filosofia e Beni Culturali dell'Università-Ca' Foscari-Venezia.
La quarta edizione del 2009 è stata patrocinata dai seguenti enti: rappresentanza a Milano della Commissione europea; Commissione nazionale italiana per l'Unesco; Regione autonoma del Friuli-Venezia Giulia.
L'edizione 2013 ha visto la partecipazione di diversi licei di Bolzano, Monfalcone, Portogruaro. Inoltre, hanno partecipato la Scuola di Giurisprudenza dell'Università degli studi di Padova ed il Corso di laurea Dams dell'Università degli studi di Udine.
Vi potevano partecipare film e documentari di qualsiasi durata, che abbiamo per argomento i temi della pace e dei diritti umani.
Direttore artistico del Festival è stato Enrico Cammarata e consulente scientifico il Prof. Fulvio Salimbeni docente di Storia contemporanea all'Università degli Studi di Udine.

## Premi
I premi assegnati dal festival sono i seguenti:
- Premio speciale miglior film cortometraggio consigliato alle scuole;
- Premio speciale miglior film lungometraggio consigliato alle scuole;
- Premio speciale miglior film sulla prima guerra mondiale;
- Premio speciale miglior film di animazione consigliato ai bambini;
- Premio speciale miglior film sul disarmo:
- Premio speciale miglior film sul diritto all'acqua:
- Premi ai film finalisti, assegnati dalla giuria tecnica.

I premi sono consegnati in una cerimonia a cui partecipano le autorità pubbliche che si svolge presso il Monumento nazionale "Ara Pacis Mundi" a Medea.
Il premio speciale sul tema del disarmo 2011 è stato consegnato il 27 ottobre nella cerimonia di premiazione tenatasi al British Museum di Londra.
Il premio speciale miglio film cortometraggio consigliato alle scuole 2012 è stato consegnato il 21 settembre nella cerimonia di premiazione tenutasi all'Università di Cambridge.
La cerimonia delle premiazioni dell'edizione 2013 si è svolta presso l'aula magma dell'Università degli studi di Udine (polo di Gorizia).

## Albo d'oro
- 2006
  1. Danilo Dolci, memoria e utopia di Alberto Castiglione (Sicilia, 2004)
  2. Saloon Al-Fidan di Marco Pasquini (Lazio, 2006)
  3. Il mio confine di Anja Medved e Nadja Veluscek (Friuli-Venezia Giulia e Slovenia, 2002)
- 2007
  1. Feed the Peace di Tiziano Novelli e Silvia Giulietti (Lazio, 2007)
  2. Faccio finta di, di Nello La Marca (Sicilia, 2006)
  3. La goccia di Marco Lanzafame (Sicilia, 2003)
- 2008
  - Cortometraggi
    1. Smiling Dog di Shohreh Jandaghian (Germania, 2007; 8'40")
    2. Flowers of Rwanda di David Muñoz (Spagna, 2008; 24')

  - Lungometraggi:
    1. Il sogno di Peter di Enrico Cerasuolo (Italia, 2006; 54')
    2. Gli altri bambini di Paola Chartroux (Italia, 2008; 40'21")

  - Vincitore assoluto: Smiling Dog di Shohreh Jandaghian (Germania, 2007; 8'40")
- 2009
  - Cortometraggi:
    1. The Italian Doctor di Esben Hansen (Danimarca, 2007; 28')
    2. Una vida mejor di Luis Fernandez Reneo (Spagna, 2008; 13')

  - Lungometraggi:
    1. Memories of a Generation di Aaron Floresco (Canada, 2009; 78')
    2. The Day after Peace di Jeremy Gilley (Inghilterra, 2008; 82')

  - Vincitore assoluto: The Italian Doctor di Esben Hansen (Danimarca, 2007; 28')
  - Premio speciale miglior film lungometraggio per la didattica consigliato per le scuole: Memories of a Generation di Aaron Floresco (Canada, 2009; 78')
  - Premio speciale miglior film cortometraggio per la didattica consigliato per le scuole: A Life of Death di Dawn Westlake (Stati Uniti, 2003, 7').
- 2010
  - Cortometraggi:
    1. Cold Blood di Amir Merhan (Iran, 2008;7')
    2. Berlino 1989-2009:venti anni di libertà di Dan Botbol (Belgio, 2009; 2'50')

  - Lungometraggi:
    1. Agent Orang:30 years later di John Trinh (USA, 2008; 56')
    2. Strange Boards in Paradise-A West Papuan Story di Charlie Hill Smith (Inghilterra, 2009; 75')

  - Vincitore assoluto: Agent Orang:30 years later di John Trinh (USA, 2008; 56')
  - Premio speciale miglior film lungometraggio per la didattica consigliato per le scuole: Strange Boards in Paradise-A West Papuan Story di Charlie Hill Smith (Inghilterra, 2009; 75')
  - Premio speciale miglior film cortometraggio per la didattica consigliato per le scuole: Berlino 1989-2009:venti anni di libertà di Dan Botbol (Belgio, 2009; 2'50')
  - Premio speciale L'Acqua Bene di Tutti: Le Acque di Chenini di Elisa Mereghetti (Italia, 2009; 15').
- 2011
  - Cortometraggi:
    1. Daisy Cutter di Enrique Garcia e Rubén Salazar (Spagna, 2010;6'41")
    2. 1,2 Million Children di Effie Pappa (Grecia, 2010; 3'22')

  - Lungometraggi:
    1. Incendies, La Donna che Canta di Dens Villeneuve (Canada, 2010; 2h 10')
    2. Domani torno a Casa di Paolo Santolini e Fabrizio Lazzaretti (Italia, 2008; 90')

  - Vincitore assoluto ex aequo:
    1. Daisy Cutter di Enrique Garcia e Rubén Salazar (Spagna, 2010;6'41")
    2. Incendies, La Donna che Canta di Dens Villeneuve (Canada, 2010; 2h 10')

  - Premio speciale miglior film lungometraggio per la didattica consigliato alle scuole ex aequo:
    1. Auschwitz is my Teacher di Katia Bernardi (Italia, 2011; 52')
    2. Awka Liwen, Alba Ribelle di Mariano Aiello e Kristina Hille (Argentina, 2010; 77')

  - Premio speciale miglior film cortometraggio per la didattica consigliato alle scuole ex aequo:
    1. One Day in Smara di Fany de la Chica (Cile, Spagna, 2010; 24')
    2. Acqua e Pace di Emanuela Gasbarroni (Italia, 2009;26')
    3. Daisy Cutter di Enrique Garcia e Rubén Salazar (Spagna, 2010;6'41")

  - Premio speciale L'Acqua Bene di Tutti:
    1. Acqua e Pace di Emanuela Gasbarroni (Italia, 2009;26')

  - Premio speciale del Pubblico miglior film Soggetto :
    1. Incendies, La Donna che Canta di Denis Villeneuve (Canada, 2010; 2h 10')
- 2012
  - Cortometraggi:
    1. Fluffy Pink Bunnies di Ava Lanche (Egitto, 2012;3'33")
    2. Massimo di Cirio D'Emilio (Italia, 2011; 13')

  - Lungometraggi:
    1. Life in Italy is OK di Gianfranco Marino (Italia, 2011; 38')
    2. Il sole tramonta a mezzanotte di Christian Canderan (Italia, 2009; 80')

  - Vincitore assoluto ex aequo:
    1. Life in Italy is OK di Gianfranco Marino (Italia, 2011; 38')
    2. Fluffy Pink Bunnies di Ava Lanche (Egitto, 2012;3'33")

  - Premio speciale miglior film lungometraggio per la didattica consigliato alle scuole:
    1. Adieu di Alberto Castiglione (Italia, 2011;45')

  - Premio speciale miglior film cortometraggio per la didattica consigliato alle scuole ex aequo:
    1. Bambini in Esilio Sharawi Rifugiati, figli di Rifugiati di Fiorella Bendoni (Italia, 2010; 19')
    2. Virgen Negra di Ràul de la Fuente (Spagna, 2011;20')

  - Premio speciale L'Acqua Bene di Tutti:
    1. Carbon for Water Evan Ambramson e Carmen Elsa Lopez (Usa, 2011;22')

  - Premio speciale sul disarmo ex aequo :
    1. Picnic di Gerardo Herardo (Spagna, 2010; 13')
    2. Hermeneutics di Alexei Dmitriev (Russia, 2012; 3' 15")

2013
- Cortometraggi:
  1. La Mirada Perdida di Damiàn Dionisio (Argentina, 2012;11')
  2. A'gape, Historia de un Sueno di Carlos Quiles (Spagna, 2012; 22')
- Lungometraggi:
  1. One Day After Peace di Erez Laufer e Miri Laufer (Israele, 2012; 71')
  2. Oltre il filo di Dorino Minigutti (Italia, 2012; 82')
- Vincitore assoluto ex aequo: La Mirada Perdida di Damiàn Dionisio (Argentina, 2012;11')
- Premio speciale miglior film lungometraggio per la didattica consigliato alle scuole:
  1. Kosovo versus Kosovo di Andrea Legni e Valerio Bassan (Italia, 2012;51')
- Premio speciale miglior film cortometraggio per la didattica consigliato alle scuole:
  1. Damiano-Al di là delle nuvole iniziano i sogni di Giovanni Virgilio (Italia, 2012; 15')
- Premio speciale L'Acqua Bene di Tutti:
  1. Still Water di Johannes Gierlinger, Philipp Kleiben, Markus Ochs (Austria, 2011;58')
- Premio speciale sul disarmo:
  1. Second Wind di Sergey Tsyss (Russia, 2010; 13')

Premio speciale sulla prima guerra mondiale:
1. La Frontiera di Franco Giraldi (Italia, 1996;107')

2014
- Cortometraggi:

1. Costruire amore - Educazione e lavoro per il cambiamento, di Luca Trovellesi Cesana (Italia, 2013, 30')
2. Karaganda, di Max Weissberg (Stati Uniti d'America e Israele, 2013, 24' 30”)

- Lungometraggi:

1. Haytarma, di Achtem Seytablaev (Ucraina, 2013, 89')
2. Notre cri du coeur. Le donne e il conflitto in Casamance, di Paola Montecorboli, (Italia, 2013, 48' 03”)

- Vincitore assoluto:

1. Haytarma, di Achtem Seytablaev (Ucraina, 2013, 89')

- Premio Speciale Miglior Film Cortometraggio Consigliato alle Scuole

1. Costruire amore - Farfalla che porta acqua e speranza di Luca Trovellesi Cesana (Italia, 2013, 30')

- Premio speciale miglior film lungometraggio per la didattica consigliato alle scuole:

1. Haytarma, di Achtem Seytablaev (Ucraina, 2013, 89')

- Premio Speciale Miglior Film Acqua Bene di Tutti ex aequo:

1. Costruire amore - Farfalla che porta acqua e speranza di Luca Trovellesi Cesana (Italia, 2013, 30')
2. Il padre di Riccardo Banfi (Italia, 2014, 4')

- Premio Speciale Miglior Film d'Animazione Consigliato ai Bambini

1. Big Bang di Tatiana Moshkova e Nino Kavtaradze (Russia, 2011, 1' 30”)

- Premio Speciale Miglior Film sul Disarmo ex aequo

1. Tears di Yahya Ghobadi (Iran, 2013, 9')
2. Gernika di Angel Sandimas (Spagna, 2012, 12' 49”)

- Premio Speciale Miglior Film "Dalla Prima Guerra Mondiale al Futuro di Pace”

1. L'albero tra le trincee di Alessandro Scillitani (Italia, 2013, 89')

2015
- Cortometraggi:

1. A Heart That Never Dies di Tom Heinemann e Erling Borgen, (Danimarca-Norvegia, 2015, 28')
2. #73 di Rekesh Shahbaz, (Iraq, 2015, 23')

- Lungometraggi:

1. Kevin - Will My People Find Peace? di Elisa Mereghetti e Marco Mensa, (Italy 2015, 42')
2. Brihonnola di Murad Parvez, (Bangladesh, 2014, 124')

- Vincitore assoluto:

1. A Heart That Never Dies di Tom Heinemann e Erling Borgen, (Danimarca-Norvegia, 2015, 28')

- Premio Speciale Miglior Film Cortometraggio Consigliato alle Scuole

1. Ailia di Sameh Salem, (E.A.U. Emirati Arabi Uniti, 2015, 19')
2. The March for Freedom '1963' di Davon Johnson (U.S.A.Stati Uniti d'America, 2015, 12')

- Premio speciale miglior film lungometraggio per la didattica consigliato alle scuole:

1. A Luta Continuadi Raul De La Fuente, (Spagna, 2015, 40')

- Premio Speciale Miglior Film Acqua Bene di Tutti:

1. It Hit Upon The Roof di Teymour Ghaderi, (Iran, 2015, 3')

- Premio Speciale Miglior Film d'Animazione Consigliato ai Bambini delle Scuole Primarie ex aequo:

1. Junk Girl di Mohammad Zare, (Iran 2014, 15' 22”)
2. Akdenizli di Yiğit Pehlivan, (Turchia, 2014, 2' 26”)

- Premio Speciale Miglior Film sul Disarmo:

1. Impression-xps160 di Tiyam Yabandeh, (Iran, 2013, 14')

- Premio Speciale Miglior Film "Dalla Prima Guerra Mondiale al Futuro di Pace”

1. Totems di Sarah Arnold, (Francia, 2014, 28' 37”)